# ويندي كورينغو
ويندي كورينغو (بالإسبانية: Wendy Cornejo)‏ هي منافسة ألعاب القوى بوليفية، ولدت في 7 يناير 1993.

## وصلات خارجية
- ويندي كورينغو على موقع الاتحاد الدولي لألعاب القوى (الإنجليزية)
- ويندي كورينغو على موقع أوليمبيديا (الإنجليزية)